# Russ Manning
Pour les articles homonymes, voir Manning.
Russ Manning (né à Los Angeles le 5 janvier 1929 et mort le 1er décembre 1981 à Long Beach) est un dessinateur de bande dessinée américain principalement pour son travail sur Magnus l'anti robot (1963-1968) et le comic strip Tarzan (1967-1979).
Il fait partie des premiers lauréats du prix Inkpot, en 1974. Depuis 1982, un prix Russ Manning est remis en son honneur à un auteur débutant lors de la cérémonie des prix Eisner. En 2006, il est inscrit au temple de la renommée Will Eisner. 

## Biographie
Russell Manning naît le 5 janvier 1929. Il finit ses études au Los Angeles County Art Institute avant d'être appelé pendant la Deuxième Guerre mondiale. Il ne participe pas aux combats mais travaille à dessiner des cartes. Il dessine aussi des bandes dessinées pour le journal de son régiment au Japon.
À partir de 1953, Manning dessine de nombreux comics pour Western Publishing. Ceux-ci sont publiés d'abord par Dell Comics puis par Gold Key Comics, où il crée en 1963 Magnus l'anti robot — une histoire de science-fiction inspirée du personnage de Tarzan — et reprend en 1965 le comic book Tarzan dessiné par Jesse Marsh.
La United Feature Syndicate, qui publie le comic strip Tarzan depuis 1929, l'engage en 1967 pour dessiner le strip quotidien et la page dominicale. Parmi ses prédécesseurs, Harold Foster, Burne Hogarth et John Celardo qu'il remplace jusqu'en 1972. À cette date, le strip est annulé mais Manning poursuit la page dominicale jusqu'en 1979 et dessine des histoires de Tarzan pour le marché européen. 
Approché par Lucasfilm, il dessine de mars 1979 à octobre 1980 des épisodes d'un comic strip inspiré par Star Wars, en collaboration avec Archie Goodwin, Alfredo Alcala et Dave Stevens. 
Manning meurt le 1er décembre 1981. Depuis 1982, un prix Russ Manning est remis en son honneur à un auteur débutant lors de la cérémonie des prix Eisner de la San Diego Comic-Con.

## Récompenses
- 1974 : lauréat du prix Inkpot
- 2006 : temple de la renommée Will Eisner[4].